# Excalibur (De Rode Ridder)
 Excalibur  is het 51ste stripverhaal uit de reeks van De Rode Ridder. Het is geschreven en getekend door Karel Biddeloo. De eerste albumuitgave was in 1971.

## Het verhaal
Het verhaal begint met de aankomst van Johan en Lancelot bij de ruïnes van Camelot. Wanneer ze daar zijn komt er ook een stoet huifkarren en lastwagens aan met ambachtslieden. De stoet wordt aangevoerd door Merlijn, Parcifal, Kendall en zijn dochter Yolande. Het is tijd voor de wederopbouw van het land. Merlijn heeft bouwplannen meegenomen om Camelot te herbouwen. Wanneer enkele arbeiders overblijfselen vinden van de ronde tafel, besluit Johan dat deze eerst gezuiverd moet worden.
De volgende ochtend  maken Johan en Lancelot een wandeling en praten over de bijna voltooide opleiding van Parcifal. Als ze bij een smal bruggetje aankomen en deze willen oversteken, rijdt hen op de brug een ridder tegemoet die hen na een gesprek doorgang verleent door met zijn paard van de brug in het ondiepte water te springen. Johan en Lancelot stellen zich voor aan de ridder en deze blijkt Carlioen van Detmold te zijn. Hij is afgereisd na geruchten over een nieuwe toekomstige koning, en hij stelt dat Parcifal op zijn zwaard kan rekenen in geval van nood. Carlioen rijdt mee naar Camelot en biedt zijn zwaard aan de toekomstige koning aan.
Een groep ruiters komt vervolgens aanrijden en het lijkt op het eerste gezicht een bedreigende situatie. Yolande toont gevoelens voor Parcifal door hem te waarschuwen, maar uiteindelijk blijkt dat de ruiters enkel gekomen zijn om hun diensten aan Parcifal aan te bieden. Steeds meer edelen en ridders scharen zich achter Parcifal, totdat er een onbekende ridder opdoemt. Merlijn maakt duidelijk dat deze geheimzinnige ridder niet welkom is, waarop de ridder een zwaard in de ronde tafel steekt. Hij verlaat de ruïnes en laat een deel van de pas voltooide ridderzaal instorten. Johan tracht het zwaard vlug uit de tafel te trekken, maar nadat dit niet lukt vertelt Merlijn hem dat er een zwarte kunst in het spel is. Op het zwaard zijn tekens zichtbaar die aan Baal toebehoren. Volgens Merlijn kan enkel een Excalibur, het zwaard van de overleden koning Arthur, het zwaard onschadelijk maken.
Na overleg met Merlijn verlaten Johan en Lancelot de burcht om op zoek te gaan naar het graf van koning Arthur, waar Excalibur begraven ligt. Carlioen bemerkt dit echter en besluit dat ze wel hulp kunnen gebruiken en rijdt ze achterna.
Aangekomen bij het graf ontmoeten ze een groep Moren die een overeenkomst met Qrandar blijken gesloten te hebben. Johan en Lancelot worden gevangengenomen en tot hun nek ingegraven zodat ze kunnen toekijken hoe Qrandar, die nog niet gearriveerd is, Excalibur zelf komt opgraven. Vier vijanden houden de wacht, terwijl de rest vertrekt om Qrandar een escorte te verlenen. Carlioen heeft echter alles gadegeslagen en doodt drie van de vier vijanden. Die vierde wordt gedwongen om Johan en Lancelot uit te graven. Intussen wordt Excalibur opgegraven en vinden ze ook de kroon van Arthur. Ze vertrekken richting Camelot, met Qrandar en de Moren in de achtervolging. 
Later, in een bos, overmeesteren Johan en Lancelot twee Moren, en nemen hun paarden af. Hiermee rijden ze voor Qrandar en de Moren uit, maar uiteindelijk worden ze omsingeld. Ze zien nog maar één mogelijkheid, en dat is het gevecht. Hierdoor kunnen ze ontsnappen, maar Qrandar laat een ondoordringbare mistbank ontstaan. Plots dreunt de aarde, en het blijkt dat Carlioen de ronde tafelridders was gaan halen, en helpen de Moren te verslaan. Terug in Camelot vernietigt Parcifal met Excalibur het betoverende zwaard en er ontstaat een feest. 
Echter, via een slotgracht kan Qrandar de kelders bereiken en daar overmeestert hij Carlioen, van wie hij het harnas aandoet om niet herkend te worden. Hij doet gift in de beker van Parcifal met de bedoeling om hem te vermoorden, maar het is Yolande die er uit drinkt en wordt vergiftigd. Johan ziet hoe Qrandar met een messteek haar wil vermoorden. Hij komt tussenbeide en daagt Qrandar uit voor een duel. Johan lijkt te winnen, tot wanneer Qrandar dankzij zijn duistere krachten een stenen trap laat instorten waarop Johan zich bevindt. Hij lijkt Johan te verslaan, totdat Carlioen net op tijd terug opduikt en Qrandar neerslaat en Johan overeind helpt. Qrandar weet nog te ontsnappen, maar het verhaal eindigt goed doordat Yolande ontwaakt nadat Merlijn haar een tegengif heeft toegediend. Qrandar zweert voor zichzelf dat hij zich zal wreken op Johan.